# Ionica Munteanu
Ionica Munteanu (n. 7 ianuarie 1979, București) este o fostă jucătoare de handbal din România. În 2022 ea s-a retras din activitate, ultima echipă pentru care a evoluat fiind CS Minaur Baia Mare. În trecut, ea a fost și componentă a echipei naționale a României.

## Biografie
Ionica Munteanu a început să joace handbal la CSȘ 6 București în anul 1990, sub îndrumarea antrenoarei Ileana Morari, în urma unei selecții în școala generală. Inițial a vrut să practice atletism dar a fost chemată la handbal, fiind trimisă în poartă. Își amintește:
„Eu am vrut să mă duc la atletism, dar am fost chemată la handbal. Se întâmpla în 1990. Încă de la început am fost băgată în poartă, iar de atunci n-am mai ieșit niciodată.”
A fost prima dată convocată la lotul național de către antrenorii Dumitru Muși și Mircea Bucă, în 1997, la echipa de tineret a României. Alături de naționala de tineret, Munteanu a câștigat medalia de aur la Campionatul European ediția 1998 din Slovacia. Echipa de tineret a terminat turneul final neînvinsă și a obținut primul titlu european pentru handbalul românesc iar handbalista a fost desemnată cel mai bun portar al turneului.
Anul 1998, după medalia de aur, aduce transferul de la RATB București la Uni Ursus Cluj și pasul către Liga Națională. Împreună cu naționala de tineret participă la Campionatul Mondial ediția 1999 din China. România va câștiga titlul mondial, al doilea titlu după cel din 1995, învingând în finală Lituania cu scorul de 25-20. Participă cu selecționata României la Campionatul Mondial Universitar Franța 2000, unde aceasta a obținut medaliile de argint. De asemenea, a participat la următoarea ediție a Campionatului Mondial Universitar din Spania 2002, unde România a câștigat titlul mondial. În 2002, s-a transferat la Le Havre iar în ediția 2003-2004, a câștigat bronzul și a fost declarată cel mai bun portar din campionatul francez. În decembrie 2004, Munteanu a făcut parte din naționala României care s-a clasat pe locul 7 la Campionatul European din 2004, desfășurat în Ungaria. Sezonul 2004-2005 evoluează în Danemarca, la Randers și în Germania, la Leipzig. Revine apoi în țară, la Rulmentul Brașov.
Alături de clubul brașovean, Munteanu a câștigat Liga Națională, Cupa României, Cupa Challenge în 2006, a fost finalistă în Cupa Cupelor ediția 2008 și semifinalistă a Cupei EHF în 2009. În 2009, urmare a problemelor financiare ale echipei brașovene, s-a transferat la echipa franceză Mios Biganos, cu care a disputat finala mică a Campionatului Franței pierdută în fața lui HB Metz Moselle Lorraine. Sezonul următor a revenit în România la HC Oțelul Galați, alături de care joacă în Cupa Cupelor și dispută finala Cupei României împotriva lui Oltchim Râmnicu Vâlcea. La sfârșitul anului 2011, se desparte de Oțelul Galați din cauza problemelor financiare ale clubului și se transferă la U Jolidon Cluj, cu care devine vicecampioană și ajunge în optimile Cupei Cupelor. La sfârșitul contractului cu U Jolidon Cluj, în vara lui 2012, semnează cu SCM Craiova dar în octombrie 2012 se întoarce, împrumutată, la U Jolidon Cluj, cu care termină campionatul pe locul trei și joacă în grupele Ligii Campionilor 2012-2013. Următoarele două sezoane va juca pentru SCM Craiova, contribuind la obținerea medaliilor de bronz în cadrul turneului Final Four al Cupei României 2015 de la Baia Mare care a asigurat în premieră pentru clubul craiovean prezența într-o competiție europenă, Cupa Cupelor 2015-2016.
La Euro 2014 din Ungaria si Croația, a făcut parte din selecționata României, Munteanu revenind la un turneu final după o pauză de 10 ani. Ultima ei prezență s-a consemnat, coincidență, la Campionatul European din 2004 în care România a jucat în Ungaria, la Debrecen. În 2015, se alătură echipei HCM Baia Mare. Cu echipa băimăreană câștigă Supercupa României 2015, fiind desemnată jucătoarea meciului, ocupă locul 2 în Liga Națională, locul 3  în Cupa României ediția 2015-2016, și ajunge până faza sferturilor Ligii Campionilor 2015-2016. A participat cu naționala României la Campionatul Mondial din 2015, desfășurat în Danemarca, unde România a câștigat medaliile de bronz, învingând în finala mică Polonia cu scorul de 31-22. De asemenea, a fost componentă a selecționatei României care s-a clasat pe locul 9 la Jocurile Olimpice de vară din 2016.
Începând din vara lui 2016 până în 2019, Ionica Munteanu a fost componentă a echipei Universitatea Cluj. Din 2019 până în 2020 a jucat pentru Dacia Mioveni 2012, iar din 5 noiembrie 2020 până la retragerea echipei din Liga Națională sezonul 2020-2021 în 16 noiembrie 2020 a evoluat pentru ACS Crișul Chișineu-Criș. În ianuarie 2021, Munteanu a semnat cu CS Minaur Baia Mare, iar în vara lui 2021 s-a retras din activitate.
Este absolventă a Universității Babeș-Bolyai din Cluj, Facultatea de Educație Fizică și Sport și deținătoare a unui master în „Managementul activităților sportive”. Totodată, a obținut carnetul de antrenor categoria a II-a, cu o lucrare despre eficiența portarilor din Liga Națională. Întrebată despre ce va face după încheierea carierei de jucătoare, Munteanu a declarat:
„Iubesc handbalul și e clar că aș dori să rămân în domeniu, dar nu știu dacă mi s-ar potrivi o funcție de antrenoare. Probabil aș putea ajuta cu portarii, dar nimic mai mult.”
Are ca modele pe Cecilie Leganger și Cristina Dogaru.

## Palmares
- Campionatul Mondial:
  -  Medalie de bronz: 2015

- Campionatul Mondial Universitar:
  -  Câștigătoare: 2002
  -  Finalistă: 2000

- Liga Campionilor:
  - Sfertfinalistă: 2016
  - Grupe: 2013
  - Calificări: 2007, 2009, 2010

- Cupa Cupelor:
  -  Finalistă: 2008
  - Optimi: 2012
  - Turul 4: 2010
  - Turul 3: 2012

- Liga Europeană:
  -  Medalie de bronz: 2021

- Cupa EHF:
  - Semifinalistă: 2005, 2009
  - Sfertfinalistă: 2007
  - Șaisprezecimi: 1999
  - Turul 3: 2010

- Cupa Challenge:
  -  Câștigătoare: 2006
  - Optimi: 2004

- Liga Națională:
  -  Câștigătoare: 2006
  -  Medalie de argint: 2007, 2008, 2009, 2012, 2016, 2021
  -  Medalie de bronz: 2013

- Campionatul Franței:
  -  Medalie de bronz: 2004

- Cupa României:
  -  Câștigătoare: 2006
  -  Finalistă: 2007, 2011
  -  Medalie de bronz: 2015, 2016

- Supercupa României:
  -  Câștigătoare: 2015
  -  Finalistă: 2007

- Campionatul Mondial pentru Tineret:
  -  Câștigătoare: 1999

- Campionatul European pentru Tineret:
  -  Câștigătoare: 1998

## Premii individuale
- Cel mai bun portar din Campionatul Franței de handbal feminin 2003-2004
- Jucătoarea meciului Supercupa României la handbal feminin 2014-2015
- Cel mai bun portar de la Campionatul European de Handbal Feminin pentru Tineret din 1998

## Statistică intervenții, goluri și pase de gol
Conform Federației Române de Handbal, Federației Europene de Handbal și Federației Internaționale de Handbal:
| Sezon                          | Echipă | Goluri |
| ------------------------------ | ------ | ------ |
|                                |        |        |
| 2012-13                        |        |        |
| SCM Craiova / „U” Jolidon Cluj | - / -  |        |
|                                |        |        |
| 2013-14                        |        |        |
| SCM Craiova                    | -      |        |
|                                |        |        |
| 2014-15                        |        |        |
| SCM Craiova                    | 2      |        |
|                                |        |        |
| 2015-16                        |        |        |
| HCM Baia Mare                  | 1      |        |
|                                |        |        |
| 2016-17                        |        |        |
| „U” Cluj                       | -      |        |
|                                |        |        |
| 2017-18                        |        |        |
| „U” Cluj                       | -      |        |
|                                |        |        |
| 2018-19                        |        |        |
| „U” Cluj                       | -      |        |

| Sezon                          | Echipă | Goluri |
| ------------------------------ | ------ | ------ |
|                                |        |        |
| 2012-13                        |        |        |
| SCM Craiova / „U” Jolidon Cluj | -      |        |
|                                |        |        |
| 2013-14                        |        |        |
| SCM Craiova                    | -      |        |
|                                |        |        |
| 2014-15                        |        |        |
| SCM Craiova                    | -      |        |
|                                |        |        |
| 2015-16                        |        |        |
| HCM Baia Mare                  | -      |        |
|                                |        |        |
| 2016-17                        |        |        |
| „U” Cluj                       | -      |        |
|                                |        |        |
| 2017-18                        |        |        |
| „U” Cluj                       | -      |        |
|                                |        |        |
| 2018-19                        |        |        |
| „U” Cluj                       | -      |        |
|                                |        |        |
| 2019-20                        |        |        |
| Dacia Mioveni 2012             | -      |        |

| Sezon            | Echipă | Goluri |
| ---------------- | ------ | ------ |
|                  |        |        |
| 2006-07          |        |        |
| Rulmentul Brașov | -      |        |
|                  |        |        |
| 2014-15          |        |        |
| HCM Baia Mare    | -      |        |

| Ediția          | Echipă         | Intervenții / Șuturi (%) | Goluri | Pase de gol |
| --------------- | -------------- | ------------------------ | ------ | ----------- |
|                 |                |                          |        |             |
| Slovacia 1998   |                |                          |        |             |
| România tineret | 22 / 56 (39,3) | -                        | 3      |             |

| Ediția          | Echipă | Intervenții / Șuturi (%) | Goluri | Pase de gol |
| --------------- | ------ | ------------------------ | ------ | ----------- |
|                 |        |                          |        |             |
| China 1999      |        |                          |        |             |
| România tineret |        |                          |        |             |

| Ediția      | Echipă | Intervenții / Șuturi (%) | Goluri | Pase de gol |
| ----------- | ------ | ------------------------ | ------ | ----------- |
|             |        |                          |        |             |
| Franța 2000 |        |                          |        |             |
| România     |        |                          |        |             |
|             |        |                          |        |             |
| Spania 2002 |        |                          |        |             |
| România     |        |                          |        |             |

| Ediția                  | Echipă     | Intervenții / Șuturi (%) | Goluri | Pase de gol |
| ----------------------- | ---------- | ------------------------ | ------ | ----------- |
|                         |            |                          |        |             |
| Ungaria 2004            |            |                          |        |             |
| România                 | 0 / 2 (0)  | -                        | -      |             |
|                         |            |                          |        |             |
| Ungaria și Croația 2014 |            |                          |        |             |
| România                 | 1 / 2 (50) | -                        | -      |             |

| Ediția         | Echipă       | Intervenții / Șuturi (%) | Goluri | Pase de gol |
| -------------- | ------------ | ------------------------ | ------ | ----------- |
|                |              |                          |        |             |
| Danemarca 2015 |              |                          |        |             |
| România        | 25 / 76 (33) | 1                        | 2      |             |

| Ediția              | Echipă      | Intervenții / Șuturi (%) | Goluri | Pase de gol |
| ------------------- | ----------- | ------------------------ | ------ | ----------- |
|                     |             |                          |        |             |
| Rio de Janeiro 2016 |             |                          |        |             |
| România             | 6 / 23 (26) | -                        | -      |             |

| Sezon                | Echipă | Goluri |
| -------------------- | ------ | ------ |
|                      |        |        |
| 2006-07 (Calificări) |        |        |
| Rulmentul Brașov     | -      |        |
|                      |        |        |
| 2008-09 (Calificări) |        |        |
| Rulmentul Brașov     | -      |        |
|                      |        |        |
| 2009-10 (Calificări) |        |        |
| Rulmentul Brașov     | -      |        |
|                      |        |        |
| 2012-13              |        |        |
| „U” Jolidon Cluj     | -      |        |
|                      |        |        |
| 2015-16              |        |        |
| HCM Baia Mare        | -      |        |

| Sezon            | Echipă | Goluri |
| ---------------- | ------ | ------ |
|                  |        |        |
| 2007-08          |        |        |
| Rulmentul Brașov | -      |        |
| 2009-10          |        |        |
| Mios Biganos     | -      |        |
|                  |        |        |
| 2011-12          |        |        |
| HC Oțelul Galați | -      |        |
|                  |        |        |
| 2011-12          |        |        |
| „U” Jolidon Cluj | -      |        |

| Sezon            | Echipă | Goluri |
| ---------------- | ------ | ------ |
|                  |        |        |
| 1998-99          |        |        |
| Uni Ursus Cluj   | -      |        |
|                  |        |        |
| 2004-05          |        |        |
| HC Leipzig       | -      |        |
|                  |        |        |
| 2006-07          |        |        |
| Rulmentul Brașov | -      |        |
|                  |        |        |
| 2008-09          |        |        |
| Rulmentul Brașov | -      |        |
|                  |        |        |
| 2009-10          |        |        |
| Rulmentul Brașov | -      |        |

| Sezon            | Echipă | Goluri |
| ---------------- | ------ | ------ |
|                  |        |        |
| 2003-04          |        |        |
| Le Havre AC      | -      |        |
|                  |        |        |
| 2005-06          |        |        |
| Rulmentul Brașov | -      |        |